# Семинолы
Семинолы (англ. Seminole) — индейское племя, укоренившееся во Флориде, ныне также проживающее на территории Оклахомы.

## История
Семинолы представляют собой ветвь племени оконее, издревле проживавшего в Джорджии. В 1685 г. одна из общин оконее двинулась вниз по реке Чаттахучи. В 1716 г. группа оконее мигрировала на территорию нынешнего флоридского округа Алахуа. За ней и закрепилось название семинолов. В дальнейшем их ряды пополнились группами индейцев крикского происхождения, из современных штатов Джорджия, Миссисипи и Алабама, а также беглыми чернокожими рабами из Южной Каролины и Джорджии.
В середине XIX века большинство семинолов были насильственно переселены правительством США из Флориды в индейскую резервацию в Оклахоме. Небольшая часть племени — от 300 до 500 человек — осталась на юге Флориды в Эверглейдсе и оказывала ожесточённое сопротивление армии США, потерявшей в боях с семинолами около 1500 солдат (часть потерь была вызвана болезнями). Флоридские семинолы так и не сдались властям США и гордо именуют себя «Непокорённым народом», — они являются единственным индейским племенем, не подписавшим формального мирного договора с США. В то же время, семинолы входят в состав «Пяти цивилизованных племён». В ходе американской гражданской войны семинолы участвовали в боевых действиях как на стороне Союза, так и Конфедерации.
Племя семинолов численностью около 12 тысяч человек владеет землями во Флориде и Оклахоме. Основные деловые интересы племени — табак, туризм и игорный бизнес.
В 2006 году племя купило всемирно известную сеть ресторанов Hard Rock Cafe за $965 миллионов.
Сегодня около 3100 семинолов проживает во Флориде и 6000 — в Оклахоме. Резервации во Флориде: Брайтон, Иммокали, Биг-Сайпресс, Холливуд, Тампа и Форт-Пирс.

## В литературе
- Томас Майн Рид. Оцеола, вождь семинолов
- Мак Рейнольдс. Хороший индеец
- Керк Монро. Перо фламинго